# 圣弗兰博
圣弗兰博（法語：Saint-Fraimbault，法語發音：[sɛ̃ fʁɛ̃bo] ⓘ）是法国奥恩省的一个市镇，属于阿朗松区。

## 地理
圣弗兰博（48°29'11"N, 0°41'58"W）面积28.59 平方千米，位于法国诺曼底大区奧恩省，该省份为法国西北部内陆省份，北起顺时针与卡爾瓦多斯省、厄尔省、厄尔-卢瓦省、萨尔特省、马耶讷省和芒什省接壤。
与圣弗兰博接壤的市镇（或旧市镇、城区）包括：圣马尔代格雷讷、库埃姆-沃塞、苏塞、索塞、托尔尚、帕赛维拉日。

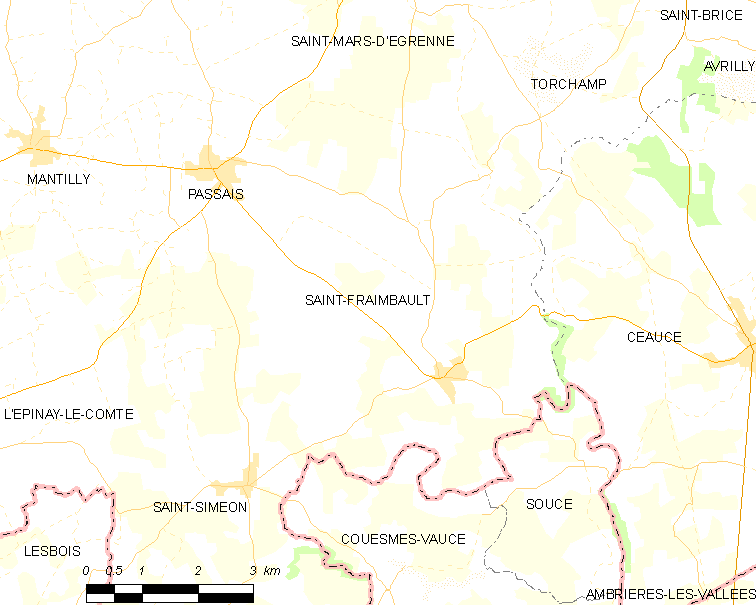
圣弗兰博的OSM定位图

圣弗兰博的时区为UTC+01:00、UTC+02:00（夏令时）。

## 行政
圣弗兰博的邮政编码为61350，INSEE市镇编码为61387。

## 政治
圣弗兰博所属的省级选区为奥恩诺曼底地区巴尼奥勒县。

## 人口

1962-2008年间圣弗兰博人口变化图示

圣弗兰博于2022年1月1日时的人口数量为542人。